# Evergestis tenuiscriptalis
Evergestis tenuiscriptalis là một loài bướm đêm trong họ Crambidae.